# Granada de fusil Hales
La Hales es el nombre de varias granadas de fusil empleadas por los soldados británicos durante la Primera Guerra Mundial. Todas están basadas en el diseño del modelo No. 3.

## Historia
En 1907, Martin Hale desarrolló la granada de fusil de varilla. «Una simple varilla era acoplada a una granada especial, insertada en el cañón de un fusil estándar y lanzada mediante el disparo de un cartucho de fogueo.» Sin embargo, los británicos no la adoptaron de inmediato y entraron a la Primera Guerra Mundial sin ninguna granada de fusil. Tan pronto como empezó la guerra de trincheras, hubo una súbita necesidad de granadas de fusil. El gobierno británico compró una variante con varilla de la granada No. 2 como una solución temporal.
Hacia 1915, Hales había desarrollado la granada No. 3, que es usualmente conocida como granada de fusil Hales. La granada Hales fue mejorada durante la Primera Guerra Mundial para hacerla más fiable y sencilla de fabricar. Sin embargo, su producción fue lenta. A fin de enviar más granadas de fusil con varilla al frente, los británicos también produjeron versiones con varilla de la bomba Mills.
Aunque era una solución simple, el lanzamiento de una granada con varilla «...ejercía un enorme desgaste en el cañón del fusil y el propio fusil, dando como resultado la necesidad de fusiles especializados para el lanzamiento de granadas, ya que rápidamente perdía su precisión para disparar balas. Esto llevó a la búsqueda de una alternativa y tuvo como consecuencia la reaparición de la bocacha lanzagranadas durante los años finales de la Primera Guerra Mundial». Después de la Primera Guerra Mundial, la granada de fusil con varilla fue declarada obsoleta y las restantes granadas Hales fueron reemplazadas con bombas Mills equipadas con discos obturadores, para ser lanzadas desde una bochacha lanzagranadas instalada en el fusil.

## Operación
Para lanzar la No. 3, el usuario introducía la cola de la granada en el cañón de su fusil, le instalaba su espoleta, apoyaba la culata del fusil contra el suelo, retiraba el pasador de seguridad, retiraba el collar del pasador de seguridad, introducía un cartucho de fogueo en la recámara del fusil y disparaba.

### Operación de variantes
En las variantes sin toma de aire, la granada era activada de la misma forma que aquellas con toma de aire, pero el usuario no tenía que retirar el collar del pasador de seguridad, al carecer de este.

## Variantes
La Hales tuvo diversas variantes, a fin de reducir sus costos de producción e incrementar su eficacia. 

### No. 3
La No. 3 fue inicialmente designada como No. 3 Mk I. Tenía una carcasa segmentada y una toma de aire diseñada para activar la espoleta en vuelo. Su carga explosiva era de tonita o TNT.
la No. 3 tuvo varios problemas; era difícil de fabricar, ya que requería precisión y estaba hecha de varias piezas. Otro problema resultaron ser las espoletas; al igual que la granada No. 1, la No. 3 necesitaba una espoleta especial que era difícil de producir. Esta espoleta también fue empleada en la granada No. 2 y era muy similar a la de la granada No. 1, lo cual dificultaba su producción en masa.
Prácticamente, la toma de aire era un problema importante; era difícil de alinear adecuadamente al momento de instalar la espoleta y el clima adverso, como lluvia, vientos fuertes o incluso una partícula de polvo podía evitar que funcione correctamente, lo cual impedía su detonación.
La No. 3 también tenía una cápsula fulminante demasiado sensible, que producía detonaciones prematuras.
Una vez que estos problemas fueron identificados, se inició el rediseño de la No. 3. El resultado de estas mejoras fue la granada No. 20.

### No. 20
La No. 20 era similar a la No. 3, pero su principal diferencia era que le faltaba la toma de aire de la segunda. Teóricamente, se suponía que esto la haría más fiable que la No. 3, pero su principal problema fue el tipo de explosivo empleado. En lugar de tonita o TNT, la No. 20 iba cargada con amonita, que corroía las piezas de latón de la granada y causaba varios fallos al ser disparada.
A pesar de ser una mejora respecto a la No. 3, la No. 20 todavía tenía defectos de diseño y para solucionarlos se introdujo en servicio la granada No. 24.
La No. 20 tuvo dos variantes, la Mk I y la Mk II. La primera tenía una carcasa cilíndrica de acero macizo, muy similar la No. 3, mientras que la segunda tenía una carcasa tubular con estrías concéntricas para producir esquirlas.

### No. 24
La No. 24 era básicamente una No. 20 con una cápsula fulminante menos sensible y una carga explosiva de amonita refinada que no corroía las piezas de latón de la granada.
La No. 24 tuvo dos variantes, la Mk I y la Mk II. La primera empleaba la carcasa de la No. 20 Mk II, mientras que la segunda incorporaba una carcada de hierro fundido que no tenía hendiduras externas.

### No. 35
La No. 35 entró en servicio en 1918. Esta era una No. 24 Mk II que tenía un brocal para espoleta, que empleaba un cartucho de pistola y un percutor corto.